# Gmina Tommerup
Gmina Tommerup (duń. Tommerup Kommune) w latach 1970–2007 była jedną z gmin w Danii w okręgu Fionii (Fyns Amt). Siedzibą władz gminy był Tommerup.
Gmina Tommerup została utworzona 1 kwietnia 1970 na mocy ówczesnej reformy podziału administracyjnego Danii. Przestała istnieć w 2007 roku na mocy kolejnej reformy. Połączona została wówczas m.in. z gminą Assens, w której znalazły się nowe władze gminy.

## Dane liczbowe
- Liczba ludności: (♀ 3916 + ♂ 3900) = 7816
  - wiek 0-6: 9,1%
  - wiek 7-16: 15,5%
  - wiek 17-66: 63,0%
  - wiek 67+: 12,5%
- zagęszczenie ludności: 107,1 osób/km² (2004)
- bezrobocie: 4,7% osób w wieku 17-66 lat
- cudzoziemcy z UE, Skandynawii i USA: 79 na 10 000 osób
- cudzoziemcy z krajów Trzeciego Świata: 65 na 10 000 osób
- liczba szkół podstawowych: 4 (liczba klas: 56)